# 弗朗茨·贝肯鲍尔
弗朗茨·安东·贝肯鲍尔（德語發音：[fʁants ˈʔantoːn ˈbɛkn̩ˌbaʊɐ] ⓘ，1945年9月11日—2024年1月7日）是一位前德国足球运动员、教练及領隊，他被昵称为“凱撒大帝”（der Kaiser），是德国足球历史上最具影响力和受尊敬的人物之一。他在职业生涯中以出色的技术、领导能力和智慧而闻名。碧根鮑華在球場上的靈活性和技術能力使他能夠在不同位置發揮重要作用，他最初是一名中场球員，但後來轉為中后卫，並成為了這個位置的典範。他擁有出色的防守技巧、精準的傳球和出色的戰術意識，在中後場擔任「自由人」角色表現亮眼。
碧根鮑華曾經代表西德上陣103場攻入14球，參與過三屆國際足協世界盃（1966年、1970年及1974年），1974年率领西德队在本土夺冠，並在其參加的每一屆賽事都入選全明星隊，至今僅有他和巴西後衛贾尔马·桑托斯（1954、1958、1962）能在三屆世界杯入選全明星隊先發11人。1986年和1990年做为主教练带领西德队参加世界杯赛，雙雙殺進決賽并于1990年夺得世界杯冠军。成为繼巴西名宿马里奥·扎加洛後第二位作为球員和主教练身份都获得过世界杯冠军的名宿。球员时代被公认为世界足球历史最伟大的球员之一，教练时代被公认为最成功的教练之一，退役后历任德国足协主席，世界杯组委会主席，国际足联副主席等要职。他被FIFA国际足联和全世界舆论公认为“足球皇帝”（Der Kaiser）。2004年，他位列球王贝利評選的125位最出色的在世球星（FIFA 100）中。2024年1月7日，贝肯鲍尔在睡夢中逝世於奧地利薩爾斯堡，享壽78歲。

## 足球生涯
1945年9月11日，贝肯鲍尔出生于仍处于盟军占领下的德国巴伐利亚慕尼黑。9岁开始在慕尼黑06少年队踢球，1958年13岁时加入拜仁慕尼黑俱乐部，后来一直以业余身份踢球，并兼做保险公司的推销员。18岁时，贝肯鲍尔完成了营销学学业，不过他却做出了影响一生的决定：离开保险公司，去踢球。这个决定让德国保险业失去了一个初出茅庐的小子，却给日后的世界足坛带来了一位巨匠。
1964年，贝肯鲍尔成为职业球员，6月6日，19岁的他踢了自己职业生涯的处子秀，对手是圣保利，在那场比赛中他的位置是左前卫。就在这个赛季，拜仁慕尼黑升上了德甲，并开始成为德国足坛的一支重要力量。
60年代起，贝肯鲍尔和“轰炸机”穆勒、门将迈尔等一道，开创了一个属于拜仁的时代。1966和67年，他们夺取了德国杯，68年夺取欧洲优胜者杯，摘取了第一座欧洲赛事的奖杯。在这段时间，贝肯鲍尔改踢中场，地位也升为了队长。进入70年代，贝肯鲍尔和拜仁横扫世界，他们4次夺取德甲冠军（1969、1972、1973、1974），连续3年称雄欧洲冠军杯（1974、1975、1976），4捧德国足协杯（1966、1967、1969、1971），“迈尔-贝肯鲍尔-穆勒”的中轴线名震天下。

### 国家队生涯
贝肯鲍尔作为西德国家队队员共参加了三届世界杯，包圆了金银铜牌（各一块）。1965年9月26日，20岁的贝肯鲍尔首次代表德国国家队出战。1966年世界杯，贝肯鲍尔随队出征，位置是进攻型中场。在个人首场世界杯比赛中，他就攻入2球，帮助球队5比0击败瑞士，在那届比赛中，贝肯鲍尔出场6次，打进4球，其中包括攻破苏联门神雅辛的大门。决赛对阵英格兰中，他被要求全场盯防对方的巴比·查爾頓，结果两人相互抵消，后来贝肯鲍尔自己回忆说：“1966年我们输给了英格兰，因为当时的我比查尔顿要差那么一点。”
1970年世界杯上，贝肯鲍尔留下了两幕经典。1/4决赛对宿敌英格兰，在0比2落后的情况下，他冲入前场劲射破门，由此拉开了3比2大逆转的序幕。半决赛西德对意大利的比赛是历史上最不可思议的大战之一，義大利開賽早早就進球的情況下進行嚴防，卻在最後一刻被施內林格扳平，雙方在正規賽1比1平手的情況下進入延長，而前面90分鐘只進2球的兩隊竟然在30分鐘的延長賽內踢進足足5球，最後義大利以4比3的比分獲勝。西德虽然落败，但在换人名额用完的情况下，贝肯鲍尔在比赛中肩膀脱臼、仍吊上绷带奋战不止的镜头令人震撼。
1970年代初，西德队和贝肯鲍尔一道进入了黄金期。1972年他们赢得了欧洲杯，1974年世界杯又在本土作战。在小组赛以0比1意外输给东德后，贝肯鲍尔召开队内会议商讨解决危机的办法，并亲自上电视向公众解释情况，他甚至还向主教练绍恩提出战术性的建议，对球队的阵容打法进行调整，在贝肯鲍尔的统领下，西德队改头换面，一路打进决赛，1974年7月7日，福格茨冻结了克鲁伊夫，贝肯鲍尔率队夺冠，他也成为了历史上第一个捧起大力神杯的队长。

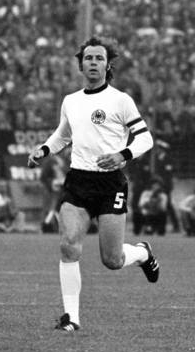
1974年世界盃足球賽時代表西德出賽。

## 教練生涯
在辗转效力美国宇宙队和德国的汉堡后，贝肯鲍尔于1983年退役，之后不久就拿起了教鞭。1984年，在西德队失败的欧洲杯之旅后，贝肯鲍尔顶替德沃尔成为了国家队主帅，由此开始了另一段征服之旅。
1986年，身为教练的贝肯鲍尔首战世界杯，他带领西德队一路打进了决赛，最终只是输给了球王马拉多纳的阿根廷队。1990年意大利之夏，贝肯鲍尔的西德队横扫天下，马特乌斯、克林斯曼等人组成的王者之师最终夺取了冠军，贝肯鲍尔也成为了历史上第一个作为队长和主教练捧起世界杯的人。“1990年是我足球生涯中最重要的时刻，没有比作为主教练带队夺取世界杯更美好的事情了。”贝肯鲍尔后来回忆说。
作为主教练，贝肯鲍尔还在俱乐部生涯中取得了辉煌。1994年，他率拜仁慕尼黑夺取了德甲冠军，1996年又获得了欧洲联盟杯冠军，这是拜仁20年来的首个欧洲赛事奖杯。同时，贝肯鲍尔还曾出任拜仁俱乐部的主席、德国足协副主席，在2006年世界杯上，他的身份变成了组委会主席。

## 風格
进攻型后卫
因为贝肯鲍尔的存在，足球史上留下了一个特殊的场上位置：进攻型清道夫（attacking sweeper），或称自由人。贝肯鲍尔将这个位置发扬光大，并达到了新的境界。在防守时，他回到后卫们中间甚至身后，四处补漏堵截，进攻中，他又从本方最后一条线发起冲锋，一路冲入对手的禁区实施打击。
贝肯鲍尔最早踢这个位置，是在1968年西德队的南美出访赛中。在同巴西队赛前，由于队友维利·舒尔茨受伤，23岁的贝肯鲍尔出场，人们惊讶的发现他完全是在按照自己的想法踢球，从自己的禁区到对手的门前，几乎无处不在。不过1970年的世界杯上，贝肯鲍尔没有被允许这样踢，仍然踢常规中场的位置，直到1971年，主教练绍恩决定让贝肯鲍尔自由发挥，1974年世界杯上一度反复，但贝肯鲍尔在教练面前坚持己见起到了作用，进攻型清道夫的踢法在那届大赛中终成正果。
有人说，贝肯鲍尔改变了人们对德国足球的印象。拼搏、奋战和体能曾是他们的标签，但贝肯鲍尔的出现则为球队增加了优雅、富于创造性的一面。他自身拥有出众的意识和技术，防守不再只靠凶狠的铲球，而是多了对形势的观察和线路的阅读，在进攻时，贝肯鲍尔又能用精确的长短传组织策划，他是新型的后卫，被称为“后防线的10号”。
他最有名的名言是：不是強者勝，而是勝者強。

## 生涯

### 俱乐部
1954—1958：SC慕尼黑06

1958—1977：拜仁慕尼黑

1977—1980：纽约宇宙

1980—1982：漢堡

1983：纽约宇宙

#### 俱乐部荣誉
- 424场德甲（Bundesliga）联赛（44球）
- 78场欧洲冠军杯赛（6球）
- 1976年 世界俱乐部锦标赛冠军
- 1974-1976年 欧洲冠军杯冠军
- 1967年 欧洲优胜者杯冠军
- 1969，1972-1974，1982年德甲联赛冠军
- 1970，1971，1981年德甲联赛亚军
- 1966，1967，1969，1971年德国杯冠军
- 1977，1978，1980年美国大联盟冠军

### 国际荣誉
- 103 场比赛（14球），50次场上队长
- 1966年 FIFA世界杯™ 亚军
- 1970年 FIFA世界杯™ 季军
- 1972年 欧洲锦标赛冠军
- 1974年 FIFA世界杯™ 冠军
- 1976年 欧洲锦标赛亚军

### 教练生涯
作为教练参与的国际比赛：66场（34场胜 / 19场平 / 13场负）
- 1986年 FIFA世界杯™亚军
- 1988年 欧洲锦标赛半决赛
- 1990年 FIFA世界杯™冠军
- 1994年 德国联赛冠军
- 1996年 德国联赛亚军
- 1996年 欧洲足联杯冠军